# Svíčková na smetaně

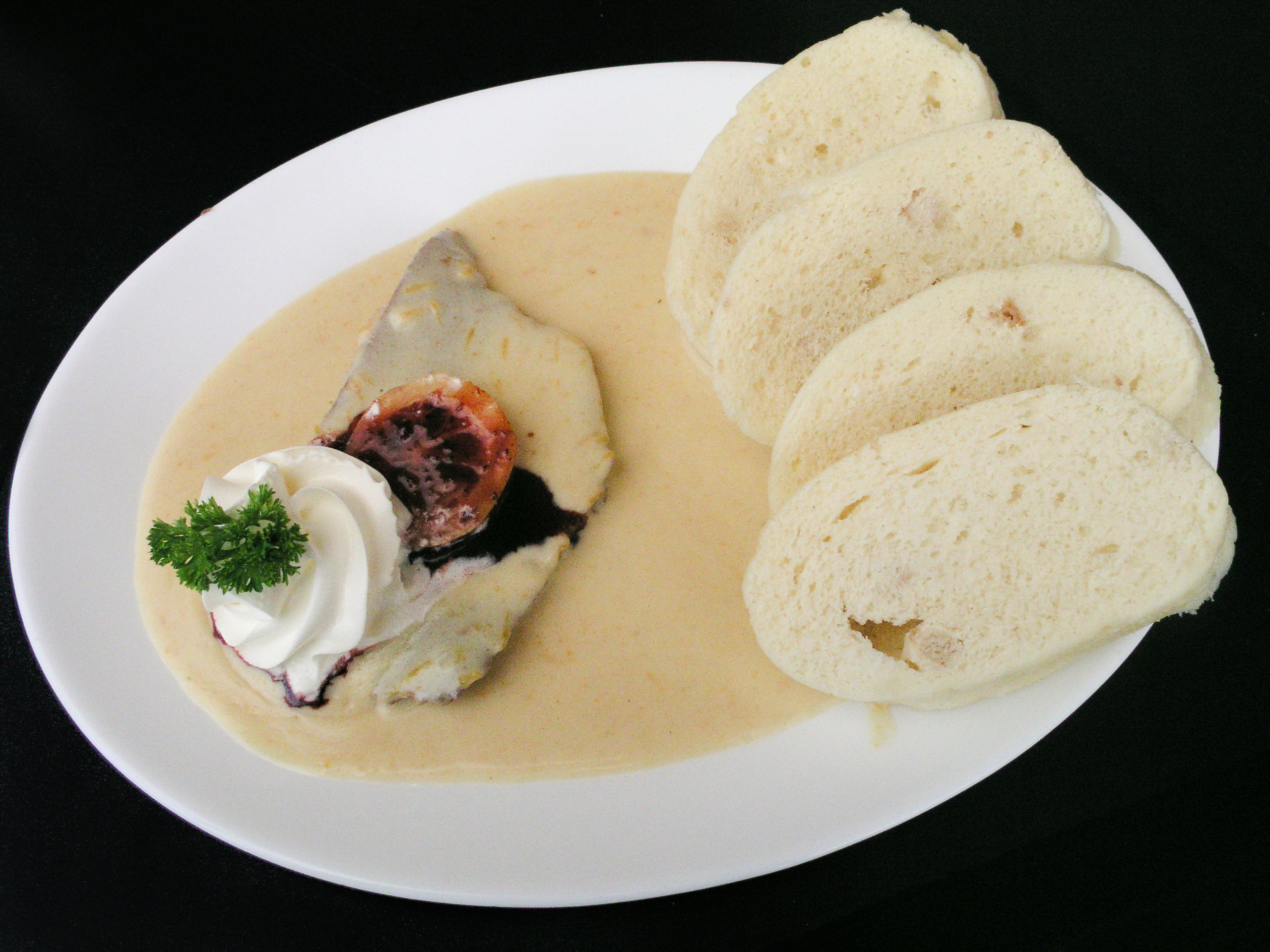
Svíčková na smetaně

Svíčková na smetaně, smetanová omáčka či jen svíčková je tradiční jídlo české kuchyně.

## Charakteristika
Omáčka je smetanová s kořenovou zeleninou. Maso v omáčce je hovězí, buď z tzv. válečku, což je část zadní kýty a lidově se mu říká falešná svíčková (v kuchařské hantýrce „svíce“), případně jiný kus zadního hovězího, nebo plec či jiné maso. V jídelnách je běžná i levnější varianta se sekanou, které se potom říká sekaná svíčková, Název sekaná svíčková uvádí i receptury teplých pokrmů. 
Pokrm se obvykle podává s houskovými, případně karlovarskými či špekovými knedlíky, a dochucen bývá plátkem citrónu, na němž je šlehačka a brusinky (mohou být i v podobě kompotu či džemu). Podávání plátku citronu, brusinek a šlehačky (takzvaný brusinkový terč) má praktický význam: strávník si může smetanovou omáčku dochutit (pokud není perfektní) – tedy „dosmetanovat“, dokyselit nebo dosladit.
Omáčka se tradičně připravuje z pasírované nebo mixované kořenové zeleniny (mrkev, celer, petržel, případně cibule), a ze smetany. Z koření se používá například nové koření, bobkový list, tymián, rozmarýn či černý pepř, hřebíček či zázvor. Bývá osolena, někdy doslazena, a případně dokyselena octem či citrónem, případně zapražena moukou. Používají se různě tučné druhy smetany, sladké i kyselé, ale může být nahrazena i jogurtem nebo mlékem.  
Existuje velmi mnoho receptů a variant, které mírně změní chuť omáčky. Například v receptu Magdaleny Dobromily Rettigové z roku 1826 chyběla kořenová zelenina. Většinou se svíčková jakožto omáčka i maso vaří, existují ale i recepty, kdy se peče.

## Etymologie
Pokrm se jmenuje svíčková na smetaně, pravděpodobně podle masa falešné svíčkové (váleček) – z kterého se nejčastěji připravuje. Tomuto druhu masa se v kuchařské hantýrce říká „svíce“. Chybně se uvádí, že se pokrm připravuje ze svíčkové, což je maso pro dlouhé dušení zcela nevhodné. Často se název zkracuje i na svíčková omáčka nebo jen svíčková. Dá se použít i jiný typ hovězího masa vhodný k dlouhé tepelné úpravě (zadní hovězí, plec atp). 

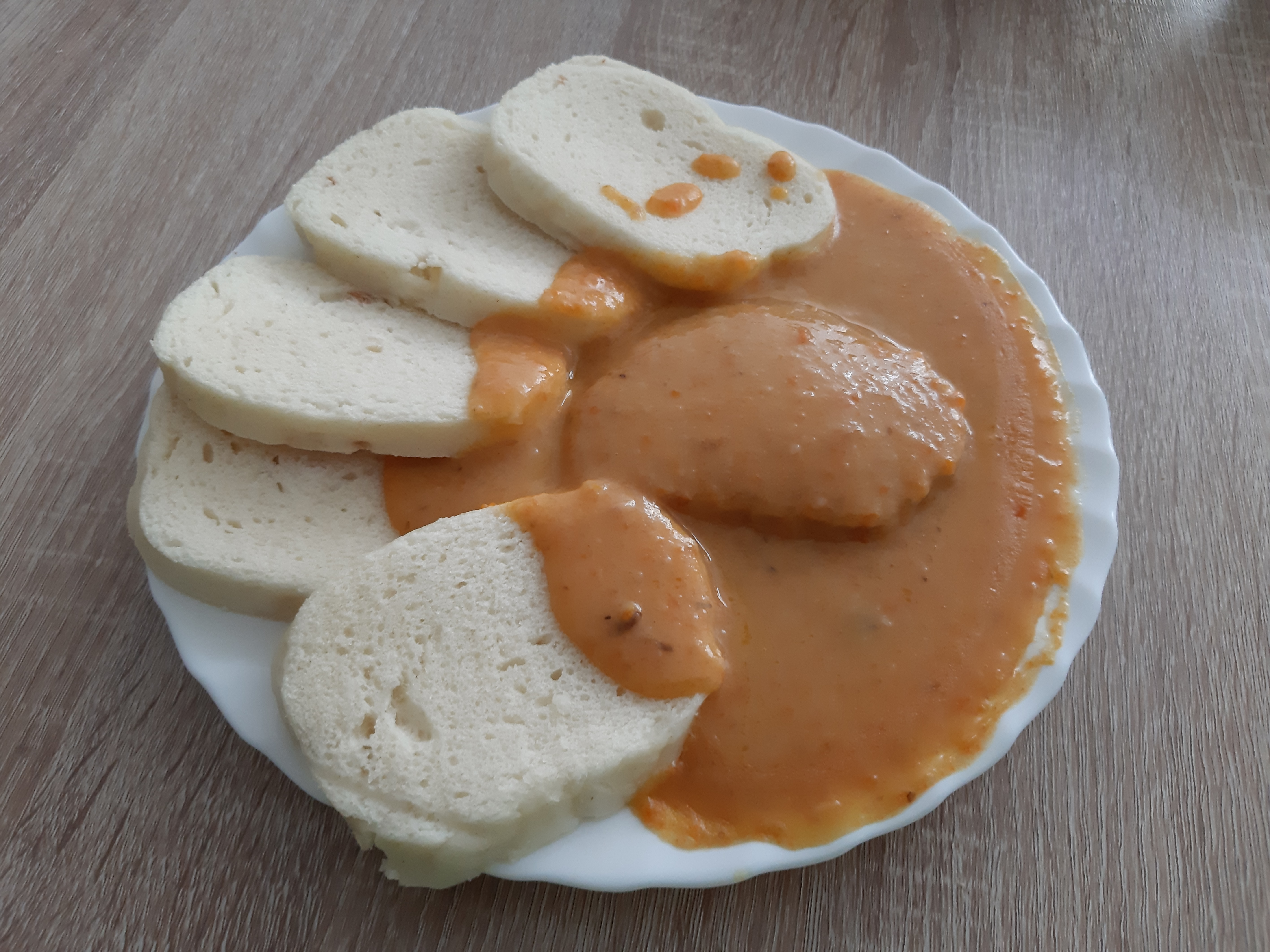
Hovězí svíčková se připravuje převážně z tzv. válečku, nebo jiných druhů zadního hovězího masa

Původ názvu svíčková podle Ivy Pospíšilové není jasný, v Lidovkách.cz uvedla v roce 2014 tři možná vysvětlení: vizuální podobnost tenkého svalu se svící, množství loje v okolí tohoto svalu, či tradice hostiny při svíčkách, kterou řezničtí mistři byli povinni jednou ročně vystrojovat tovaryšům.